# بيتر غودارد
بيتر غودارد (بالإنجليزية: Peter Goddard)‏ هو أكاديمي نيوزيلندي، ولد في 18 يوليو 1931، وتوفي في 7 فبراير 2012.